# Coinbase
A Coinbase egy amerikai, tőzsdén jegyzett vállalat, amely kriptovaluta-tőzsdei platformot üzemeltet. A Coinbase decentralizált vállalat; minden alkalmazott távmunkában dolgozik. Kereskedési volumen alapján ez a legnagyobb kriptovaluta-tőzsde az Egyesült Államokban. A céget 2012-ben alapította Brian Armstrong és Fred Ehrsam. 2020 májusában a Coinbase bejelentette, hogy bezárja San Francisco-i központját, és tevékenységét távmunkavégzésre helyezi át, ahogyan a Covid19-világjárvány miatt több jelentős technológiai vállalat is bezárta központját San Franciscóban.
Bár a kriptovaluták elvileg biztosíthatják az anonim kereskedelmet, a Coinbase kereskedései nem anonimak: a regisztrált felhasználóknak meg kell adniuk adófizetői azonosítójukat, és a tranzakciókat jelenteni kell az adóhivatalnak (IRS). Továbbá, bár a Coinbase több mint 250 különböző kriptovalutát kínált az amerikai ügyfeleknek 2023-ban, nem kereskedik a moneróval és más, fokozott anonimitásvédelemmel rendelkező kriptovalutákkal a pénzmosás elleni szabályozásokkal kapcsolatos követelmények miatt. A Coinbase befolyását és piacra gyakorolt hatását példázza, hogy a platform 2020-as és 2024-es ideiglenes elérhetetlenné válása mindkét esetben jelentősen befolyásolta a bitcoin árfolyamát.